# Šlovice (Dobřany)
Šlovice jsou vesnice, část města Dobřany v okrese Plzeň-jih v Plzeňském kraji. Nachází se pět kilometrů severovýchodně od Dobřan. Prochází zde silnice II/627. V obci je evidováno 185 adres. V roce 2024 zde trvale žilo 324 obyvatel.
Šlovice leží v katastrálním území Šlovice u Plzně o rozloze 7,5 km², na rozhraní vodních toků Radbuza a Úhlava, v nadmořské výšce 378 metrů.

## Historie
První písemná zmínka o vesnici pochází z roku 1245. Váže se ke jménu Soběhrd, který pocházel z rodu Drslaviců, mimo jiné majitelů hradu Litice. Uvádí se, že prvním sídlem Soběhrda byla ves Šlovice. Roku 1343 majitel hradu Litice Rus IV. prodal ves Šlovice premonstrátskému klášteru v Chotěšově. Sedláci ve Šlovicích byli poddanými na chotěšovském panství až do zrušení kláštera v roce 1782. Od roku 1822 patřila obec do majetku knížete Alexandra von Thurn-Taxis z Řezna, který bývalé panství Chotěšov v tomto roce koupil. Rod Thurn-Taxisů vlastnil panství do roku 1925, kdy mu bylo zabráno státem podle záborového zákona.
V souvislosti s novou organizací politické správy v českých zemích zanikla v roce 1848 funkce rychtáře a v roce 1849 se v obci uskutečnily první volby do obecní samosprávy. Za mobilizace v září 1938 byla v obci soustředěna vojenská jednotka – velitelství a polovina vozatajské kolony 48. V době druhé světové války připadla obec do Sudet a české obyvatelstvo (7 rodin) bylo vystěhováno. Dne 6. května 1945 projela obcí americká armáda, podruhé přijela jednotka americké armády 8. května a zdržela se až do 19. června 1945. Štáb místní jednotky US Army byl v České škole, zbytek mužstva ve stanech na louce v místě dnešního hřiště a Centra. Čeští obyvatelé se vrátili do obce a byl ustaven Národní výbor. Během let 1946 a 1947 bylo z obce vysídleno celkem 180 sudetských Němců.
V roce 1947 byla v obci zavedena elektřina.
V roce 1950 bylo zahájeno vysílání místního rozhlasu.
V roce 1953 byla zavedena veřejná autobusová doprava - linka Plzeň - Lišice.
V roce 1973 bylo vybudováno koupaliště.
Vodovod v obci byl zaveden v roce 2004. 

## Obyvatelstvo
| Rok            | 1869 | 1880 | 1890 | 1900 | 1910 | 1921 | 1930 | 1950 | 1961 | 1970 | 1980 | 1991 | 2001 | 2011 | 2021 |
| -------------- | ---- | ---- | ---- | ---- | ---- | ---- | ---- | ---- | ---- | ---- | ---- | ---- | ---- | ---- | ---- |
| Počet obyvatel | 287  | 345  | 386  | 387  | 468  | 473  | 476  | 359  | 354  | 308  | 298  | 262  | 251  | 347  | 419  |
| Počet domů     | 52   | 60   | 62   | 74   | 75   | 78   | 91   | 101  | 85   | 83   | 84   | 91   | 103  | 121  | 140  |

## Obecní správa
Sčítání lidu v letech 1850–1964 ukazuje, že Šlovice byly samostatnou obcí, patřily nejprve do okresu Stod, poté postupně patřily do různých samosprávných celků: 
1868–1948 okres Stříbro
1949–1950 okres Plzeň-venkov
1950–1960 okres Plzeň-okolí
1960 – 1964 okres Plzeň-jih
Od 14. června 1964 do 30. června 1970 byly částí obce Litice v okrese Plzeň-jih.
Od 1. července 1970 do 31. prosince 1979 byly znovu samostatnou obcí v okrese Plzeň-jih. 
Od 1. ledna 1980 jsou částí města Dobřany v okrese Plzeň-jih.

## Školství v obci
První německá škola ve Šlovicích byla zřízena po roce 1890. Ze začátku byla výuka prováděna v hospodářské usedlosti čp. 53 a prvním učitelem byl pan Kolman. V roce 1896 bylo rozhodnuto o postavení samostatné budovy pro německou školu. Ve škole se vyučovalo až do května 1945, poté byla budova využívána pro mateřskou školu a klubovnu. Budova byla zbourána v roce 1988, na jejím místě stojí rodinné domy s č. p. 115 a 116. Česká škola působila v obci od roku 1929, kdy byla v hospodářské usedlosti čp. 36 zřízena dětská útulna a česká škola. Samostatná budova se začala stavět v listopadu 1937 a slavnostní otevření školy proběhlo 8. září 1938. O výstavbu nové školy a také českých domů v obci se zasloužila Národní jednota pošumavská. Ale již 8. října byla školní výuka zrušena z důvodu obsazení obce německým vojskem. Vyučování bylo obnoveno v červnu 1945 na úrovni prvního stupně. Školní vyučování ve Šlovicích bylo ukončeno v roce 1976. Od té doby šlovické děti dojíždí do základní školy v Liticích a od páté třídy do 26. základní školy v Plzni. Bývalá budova školy byla dále využívána pro potřeby obce (např. dětský útulek, lékařská stanice, byt pro učitele, knihovna, zasedačka místní samosprávy). V současnosti je budova v soukromých rukou a slouží jako obytný dům.

## Místní knihovna
Místní knihovna ve Šlovicích má poměrně dlouhou historii. I když první písemní zmínka o knihovně v kronice obce pochází až z roku 1927, uvádí se, že vznikla už po roce 1890, kdy v obci vznikla tehdy německá škola a knihovna byla určena učitelům. Obecná knihovna pravděpodobně vznikla po roce 1919 na základě Zákona o veřejných knihovnách obecních č. 430/1919 Sb., který nařizoval, aby v každé obci byla knihovna. První česká knihovna v obci vznikla v roce 1929 v souvislosti se vznikem české školy. Působila až do roku 1938, kdy byla česká škola i knihovna zrušena. Po 2. světové válce v roce 1946 byla obnovena opět jako školní knihovna na popud správce školy Ctirada Kubíčka. V kronice obce se o knihovně objevují zprávy jenom sporadicky. Ze školní knihovny postupně vznikla obecní knihovna. V roce 1951 měla již 558 svazků a 167 čtenářů, což je nejvyšší počet čtenářů v její historii. Knihovna byla umístěna v domě č. p. 92 do roku 1992, kdy byla přemístěna do domu č. p. 104. V roce 2012 se přestěhovala do nově vybudovaného víceúčelového Centra Šlovice.

## Sbor dobrovolných hasičů
Usnesení o založení Sboru dobrovolných hasičů ve Šlovicích bylo přijato v červenci roku 1904. Prvním starostou sboru se stal starosta obce Josef Jaklin a prvním velitelem Josef Kriegelstein. Pro uložení ruční potahové stříkačky s příslušenstvím byla postavena hasičská kůlna, která stála vedle rybníka u domu č. p. 27. O činnosti spolku v jeho počátcích nejsou žádné písemné informace, pouze v obecní kronice je zápis, že v roce 1920 byla vyhloubena šestimetrová nádrž pro protipožární účely. Dne 14. července 1929 se konala velká slavnost k 25. výročí založení sboru, při které bylo oceněno medailí patnáct zasloužilých členů sboru. První motorová stříkačka byla zakoupena v roce 1938. Činnost sboru dobrovolných hasičů byla přerušena druhou světovou válkou. Po ní vznikl ve Šlovicích v roce 1946 český hasičský sbor. Sbor pořádal kulturní akce, např. staročeské máje a vzpomínkové večery. V roce 1950 bylo založeno družstvo dorostu, ve stejném roce bylo hasičům předáno první auto. Nová hasičská zbrojnice byla postavena v roce 1970. Členové požární ochrany vykonávali velký počet brigádnických hodin na zvelebení obce, pořádali hasičské plesy a další kulturní aktivity v obci. I po roce 1990 zůstal sbor dobrovolných hasičů jediným spolkem v obci, který pořádá všechny kulturní, společenské, sportovní i brigádnické akce. V roce 2012 bylo postaveno nové společenské zařízení Centrum Šlovice, ve kterém je umístěna hasičská zbrojnice, společenský sál a knihovna. V roce 2013 obdržel sbor dobrovolných hasičů první cisternovou automobilovou stříkačku CAS 24 Škoda 706 RTHP.  Od roku 2021 mají hasiči k dispozici požární vozidlo CAS 20 Tatra 815 a dopravní automobil zn. Ford.

## Pamětihodnosti
Na návsi stojí památkově chráněná kaple z poloviny 19. století. Byla postavena v roce 1833 na místě zvoničky. V roce 1922 byla provedena její oprava, vyměněn krov a na střechu daný nový plech. V roce 1991 osazeny nové dřevěné dveře. Dne 1. července 1995 při oslavě 750 let obce byla kaple vysvěcena vikářem Antonínem Hýžou. V letech 1992 a 1995 byla kaple vykradena, z původního interiéru nezbylo nic. Dne 16. října 2003 byla kaple prohlášena kulturní památkou. V roce 2005 byla na opravu kaple získána dotace v rámci Programu stabilizace a obnovy venkova Plzeňského kraje a ve stejném roce byla kompletně opravena. Popis: Kaple má charakter drobné centrální pozdně barokní až klasicistní stavby s šestibokým půdorysem. Vstup s klenákem na vrcholu je půlkruhově zaklenutý. Dvě okna ve tvaru ležatého oválu i vstup lemuje šembrána. Fasáda je členěna soklem, profilovanou korunovou římsou a lizénami na nárožích. Střecha je jehlancová se sanktusovou vížkou se zvonem a krytou cibulovitou bání s křížem na vrcholu.
Kromě návesní kaple byly v obci postaveny ještě další čtyři kapličky. Tři z nich stály u hospodářských stavení a jedna v polích na cestě do Robčic. V roce 1903 byla postavena kaple u domu č. p. 42 u silnice směrem ze Šlovic na Klatovy. V roce 2018 byla restaurována majitelkou domu. V roce 1930 postavena kaple u domu č. p. 63 u silnice při vjezdu do Šlovic od Plzně. V roce 2015 byla restaurována současným majitelem domu a znovu vysvěcena. Je zasvěcena svatému Cyrilu a Metoději. V roce 1933 byla postavena majitelem hostince č. p. 12 kaplička v polích na cestě do Robčic, která dosud stojí a dále kaplička na pozemku u bývalého stavení č. p. 19, která byla v roce 1996 zbořena.

## Zajímavosti
V blízkosti dálnice D5 u Šlovic byla v roce 2008 postavena první a dosud jediná dálniční kaple v České republice – kaple Smíření.
V blízkosti katastru obce byla v roce 1876 vybudována železniční trať Plzeň – Železná Ruda. 
Obec měla ve třicátých letech 20. století svou vlastní benzínovou pumpu, která stála v místech dnešního autoservisu. 
Na návsi stála ještě v devadesátých letech 20. století obecní váha (váha Jednotného zemědělského družstva).
Na místě  dnešní solární elektrárny, vedle obalovny  Šlovice byla umístěna vojenská posádka .
V místě dnešní skládky Vysoká fungovalo vojenské letiště.
V parčíku před bývalou německou školou se v 17. století posekaly dvě selky srpy při hádce o mládence a obě zemřely. Na památku události byl zde umístěn kámen s vytesaným ženským poprsím. V současné době není dochovaný. 
Vedle obecní pumpy, mezi domy  č.p. 170 a č.p. 43 býval do šedesátých let 20. století druhý rybník. 
Za druhé světové války byl na horizontu nad obcí při silnici na Litice umístěný protiletadlový světlomet.  
V roce 2025 bylo evidováno, že od roku 1989 přibylo v obci 68 nových domů.
Obecní pastuška stávala u rybníka, u domu č.p. 27.  

## Další fotografie

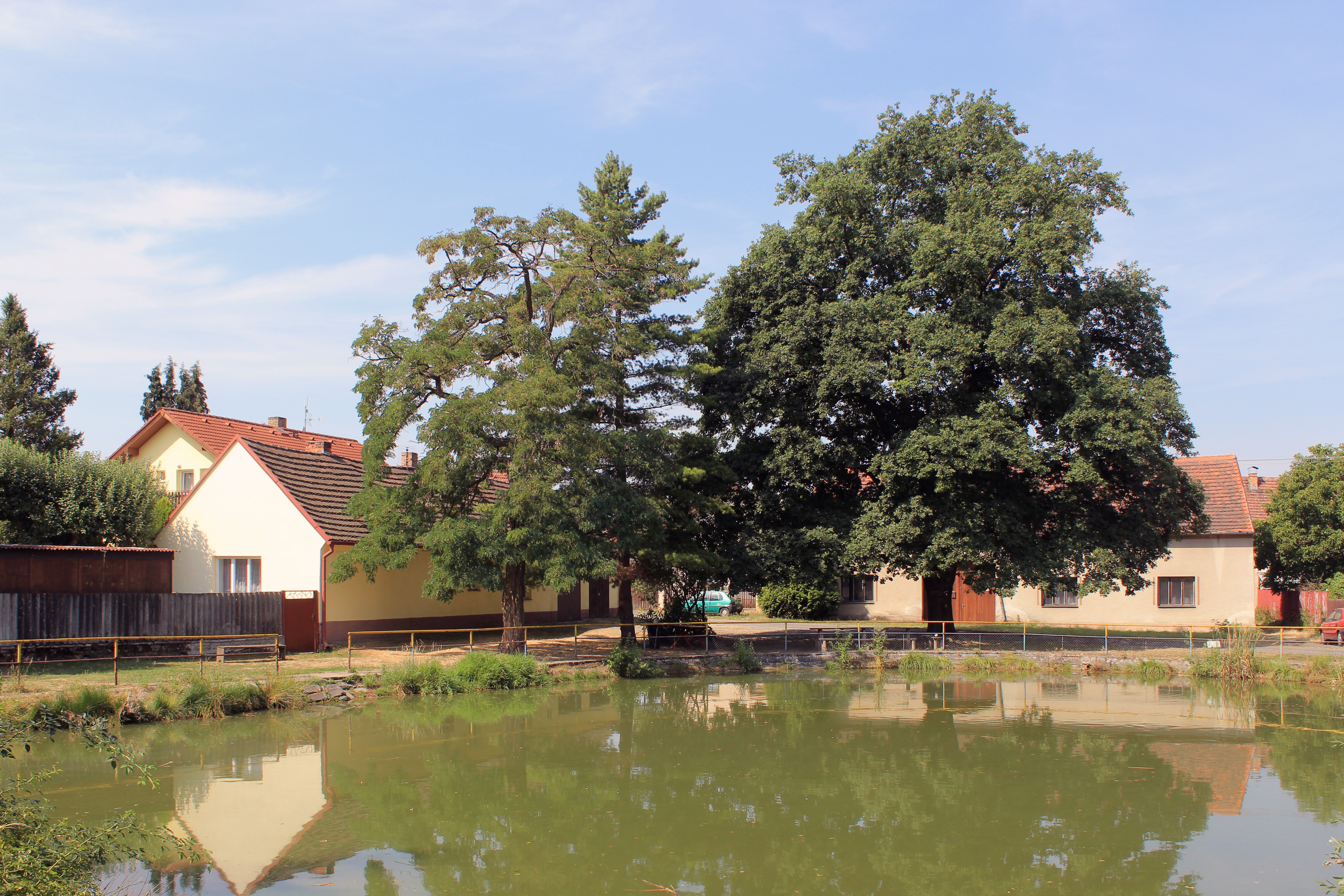
Rybník
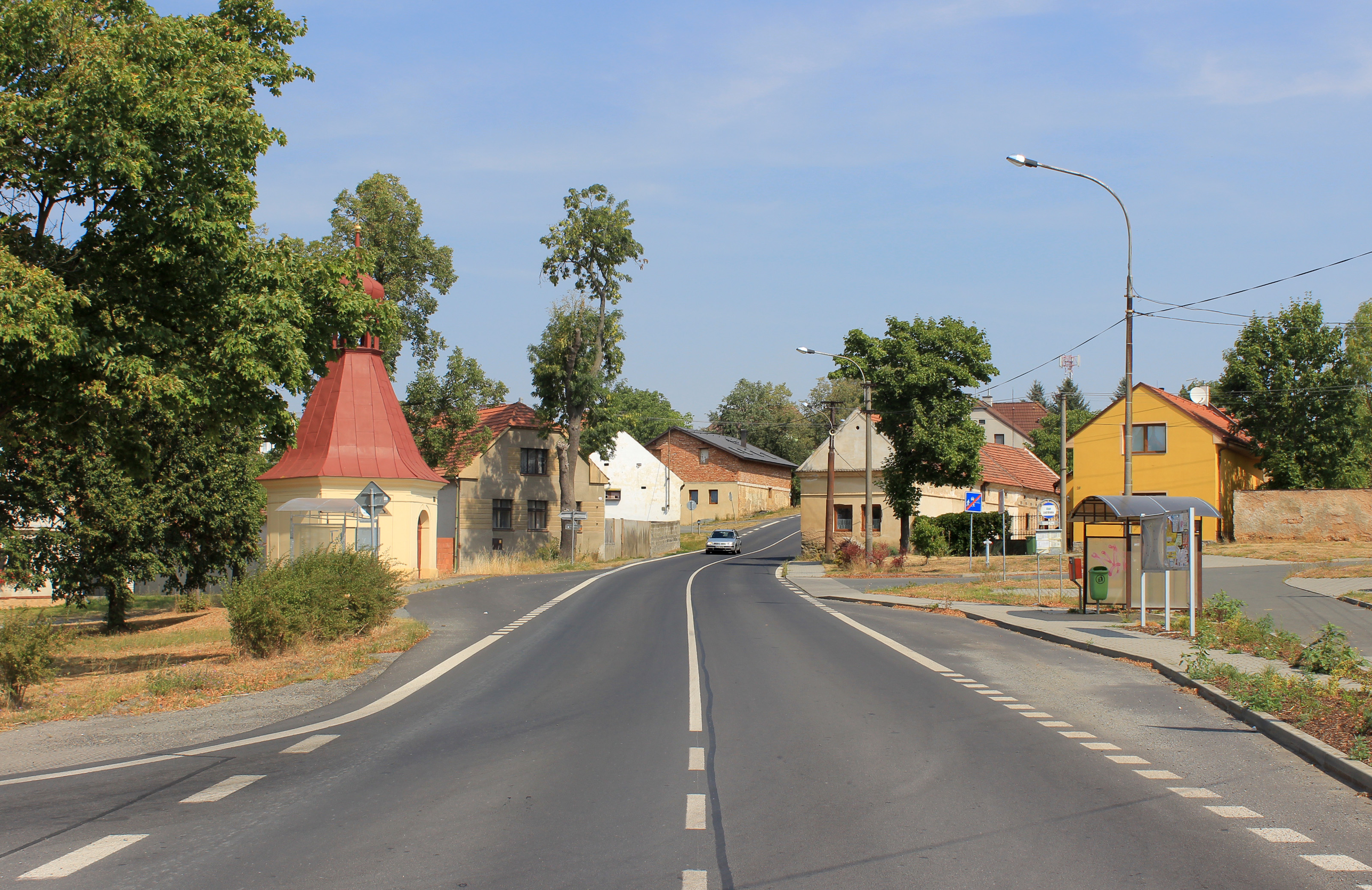
Silnice směrem na Plzeň
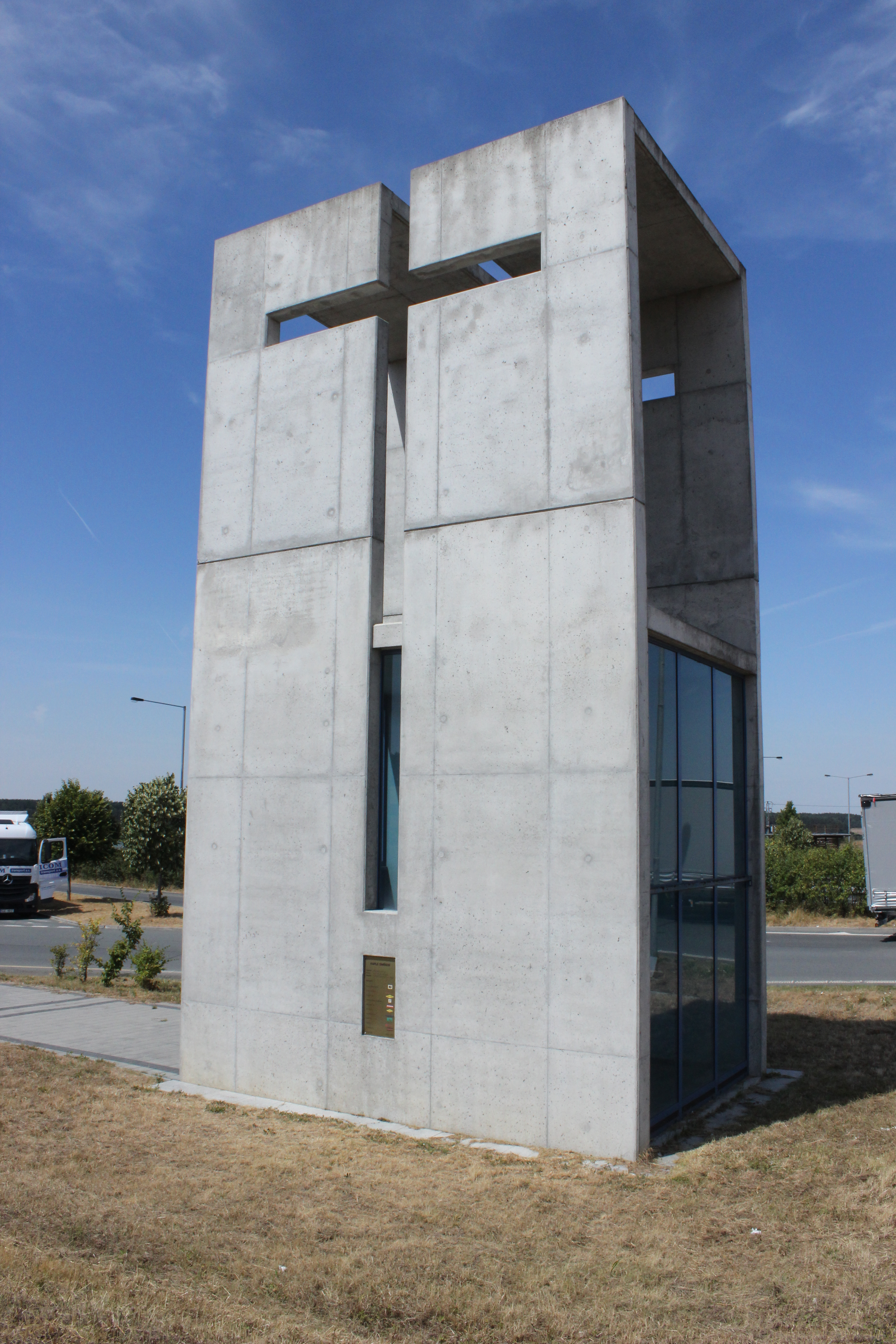
Dálniční kaple
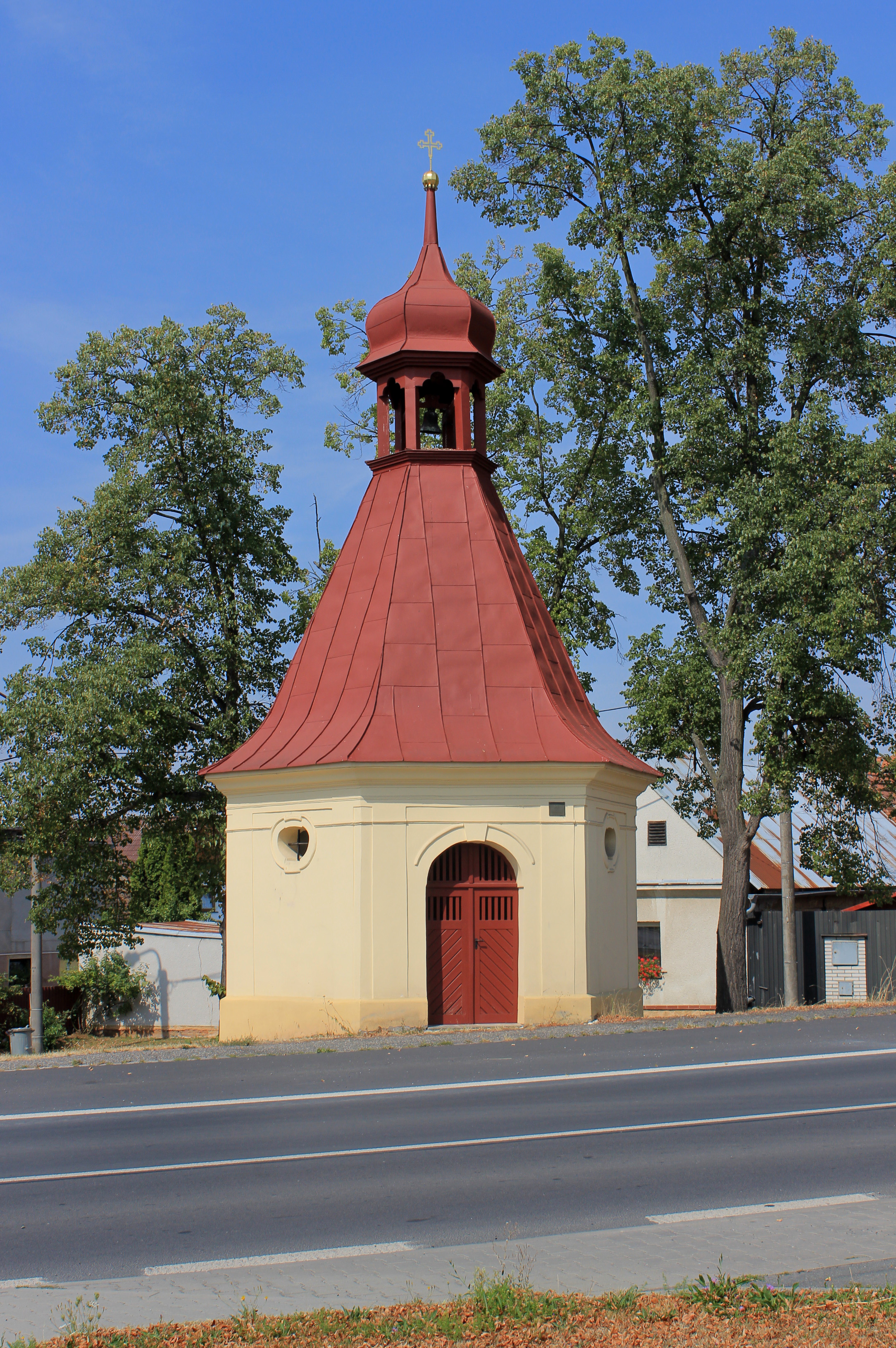
Kaple na návsi
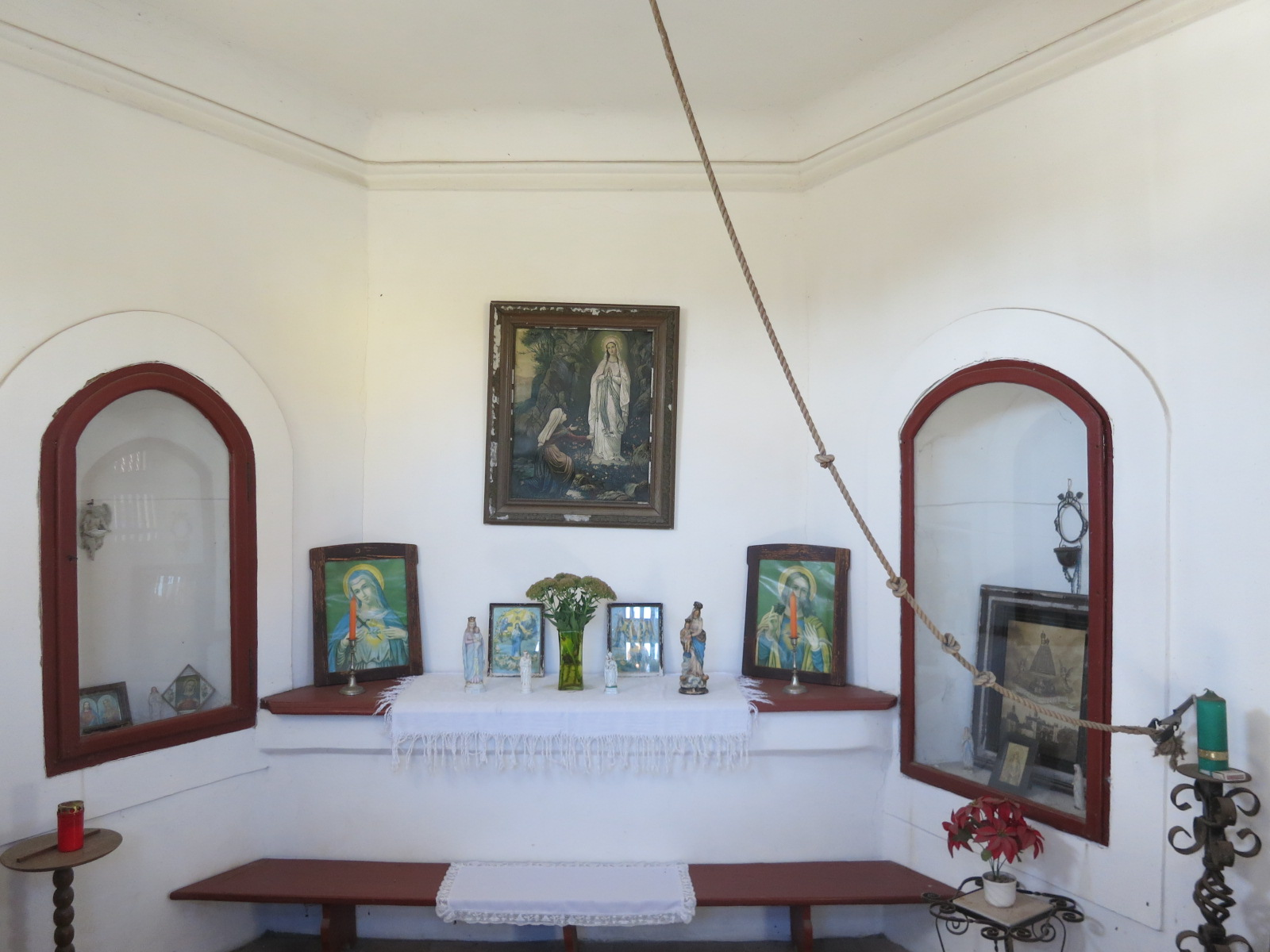
Kaple na návsi - interiér
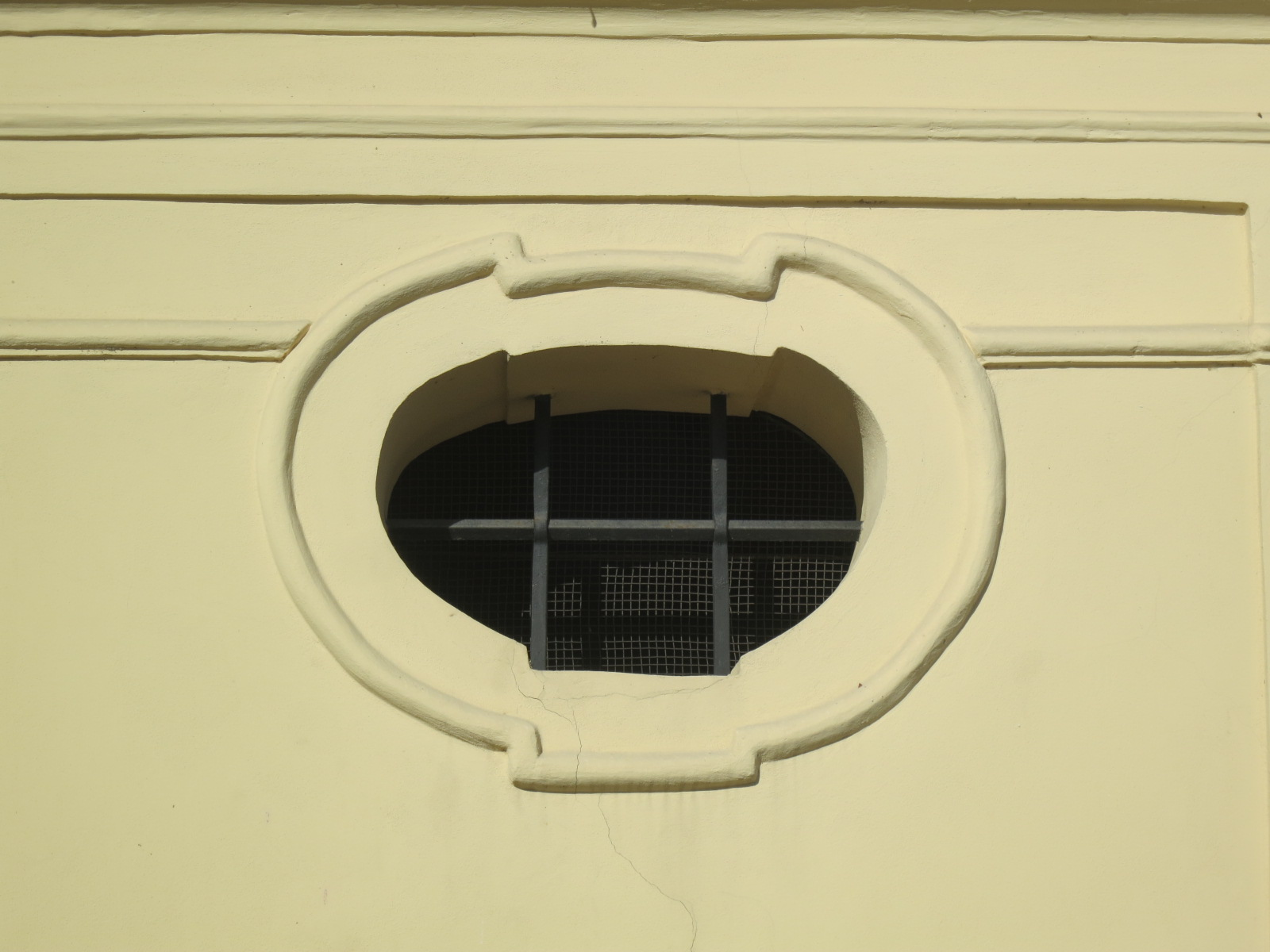
Kaple na návsi - detail okna
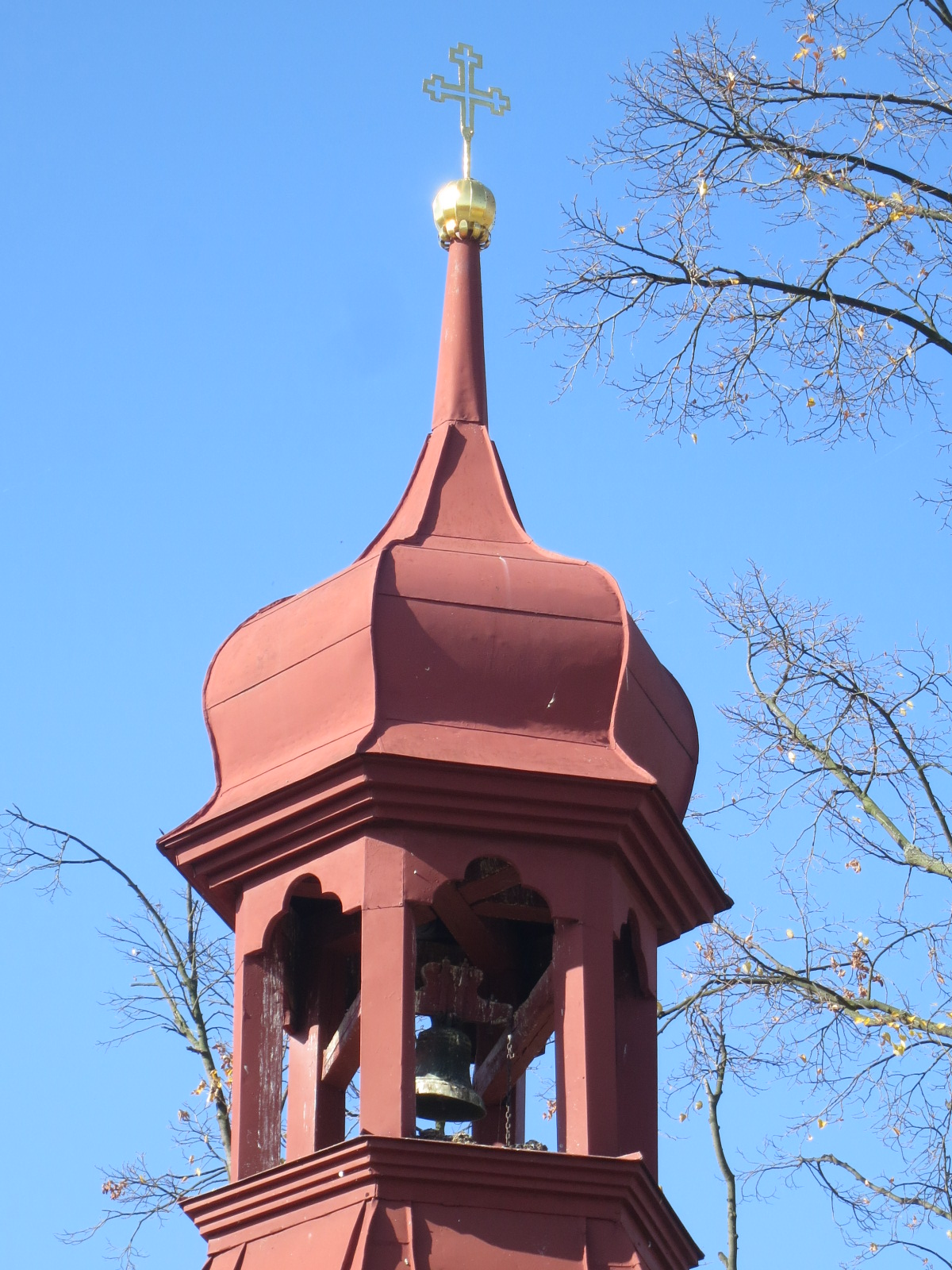
Kaple na návsi - detail sanktusníku
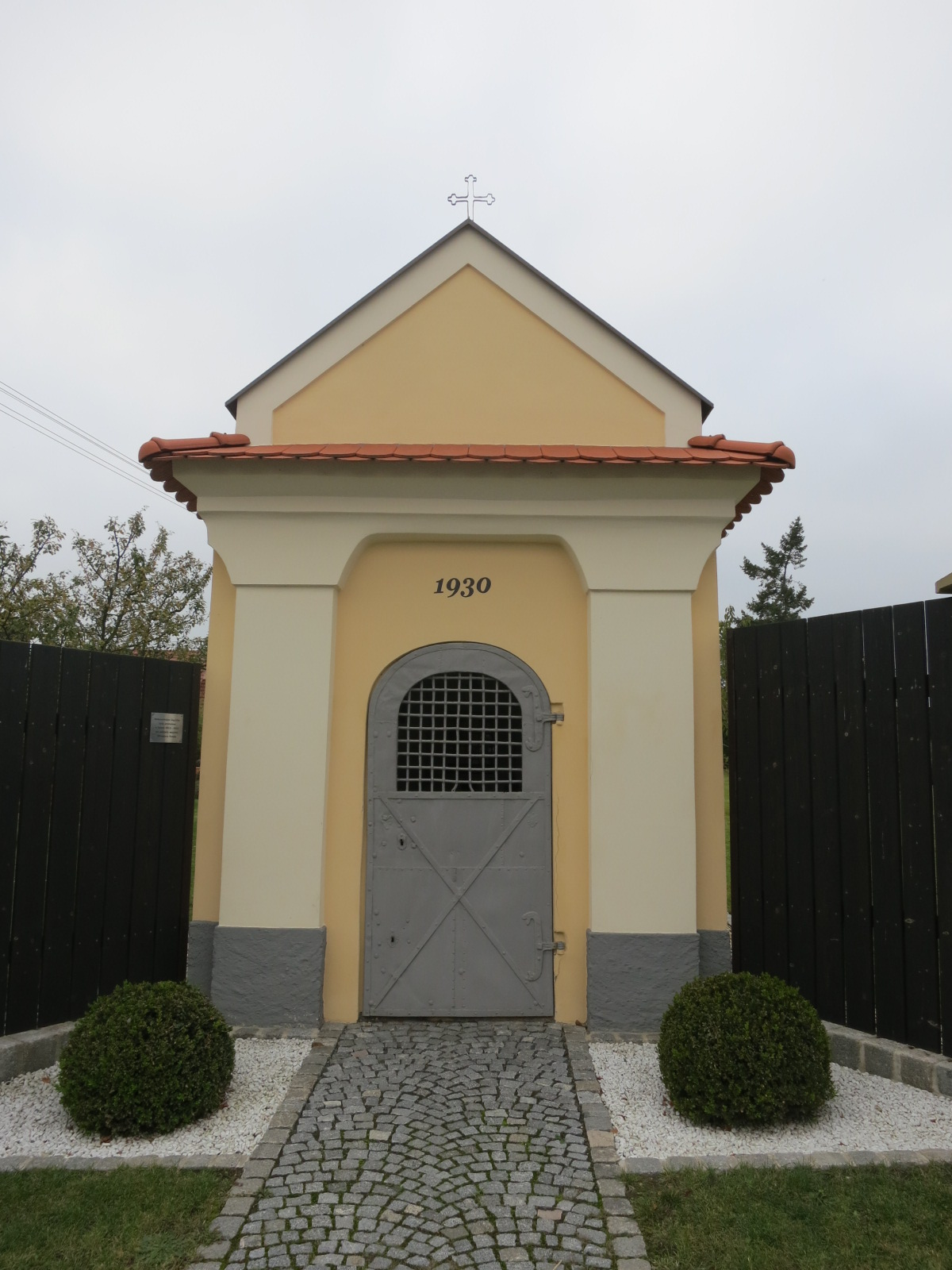
Kaple u domu č. p. 63
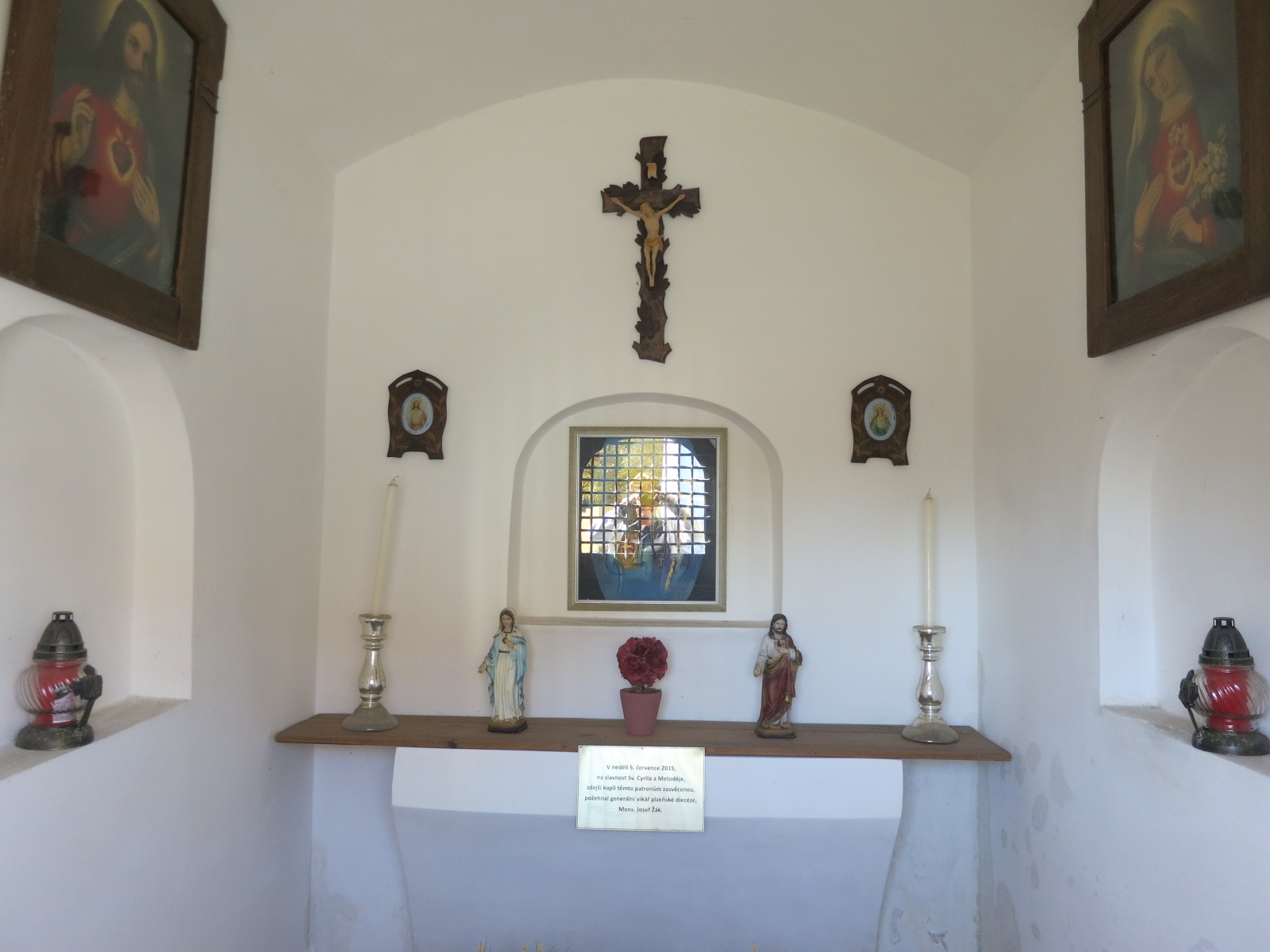
Kaple u domu č. p. 63 - interiér
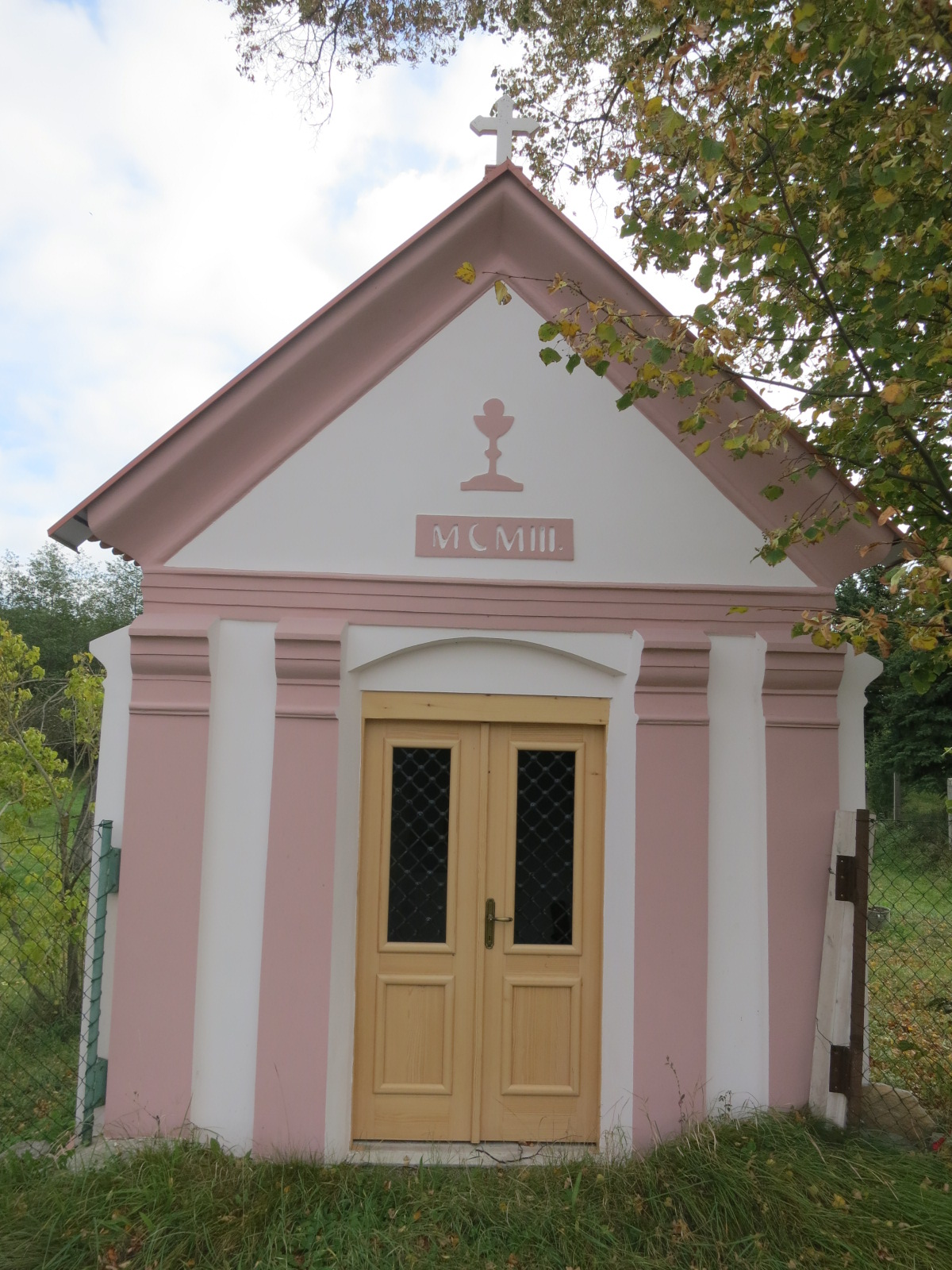
Kaple u domu č. p. 42
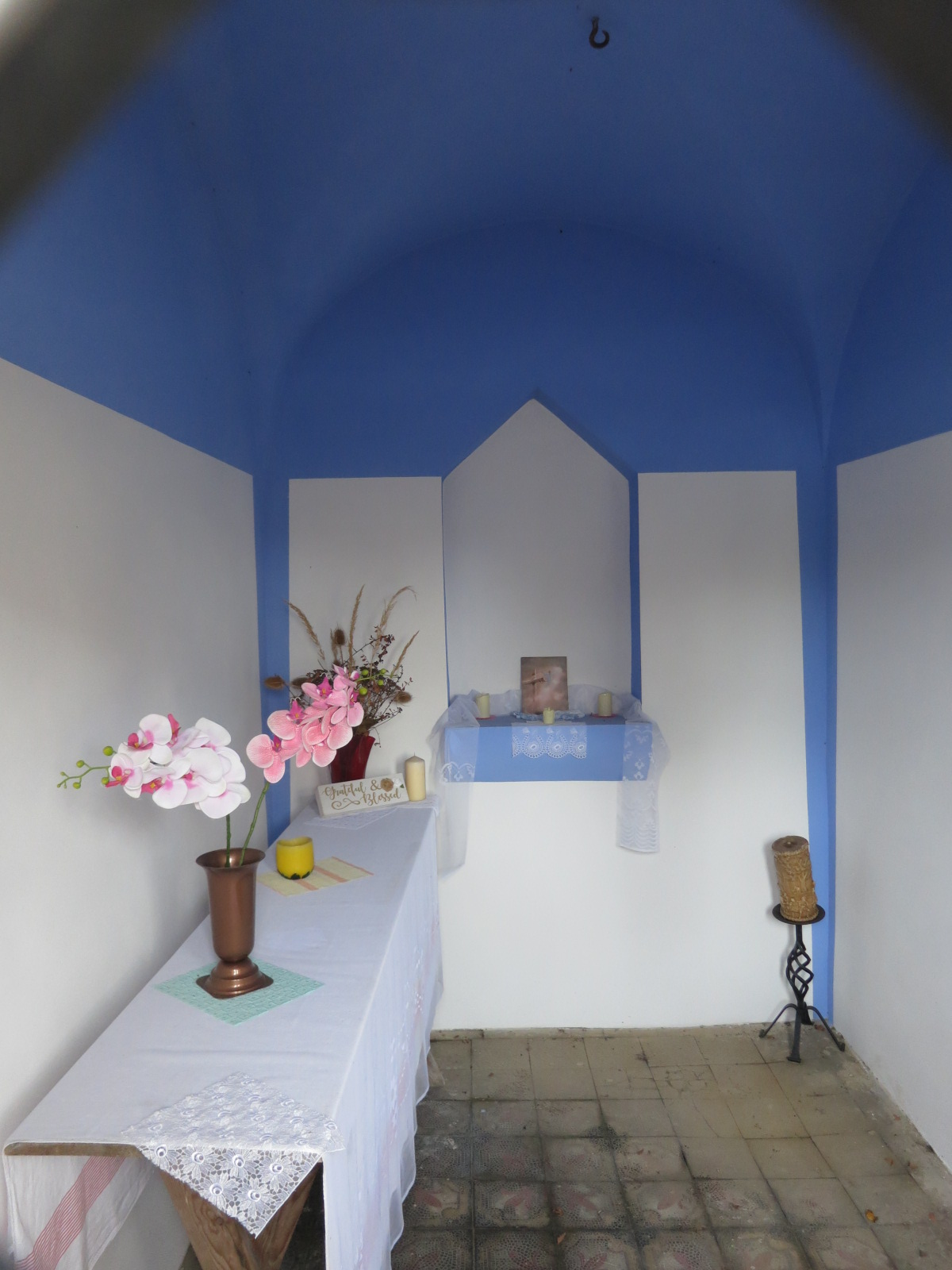
Kaple u domu č. p. 42 - interiér
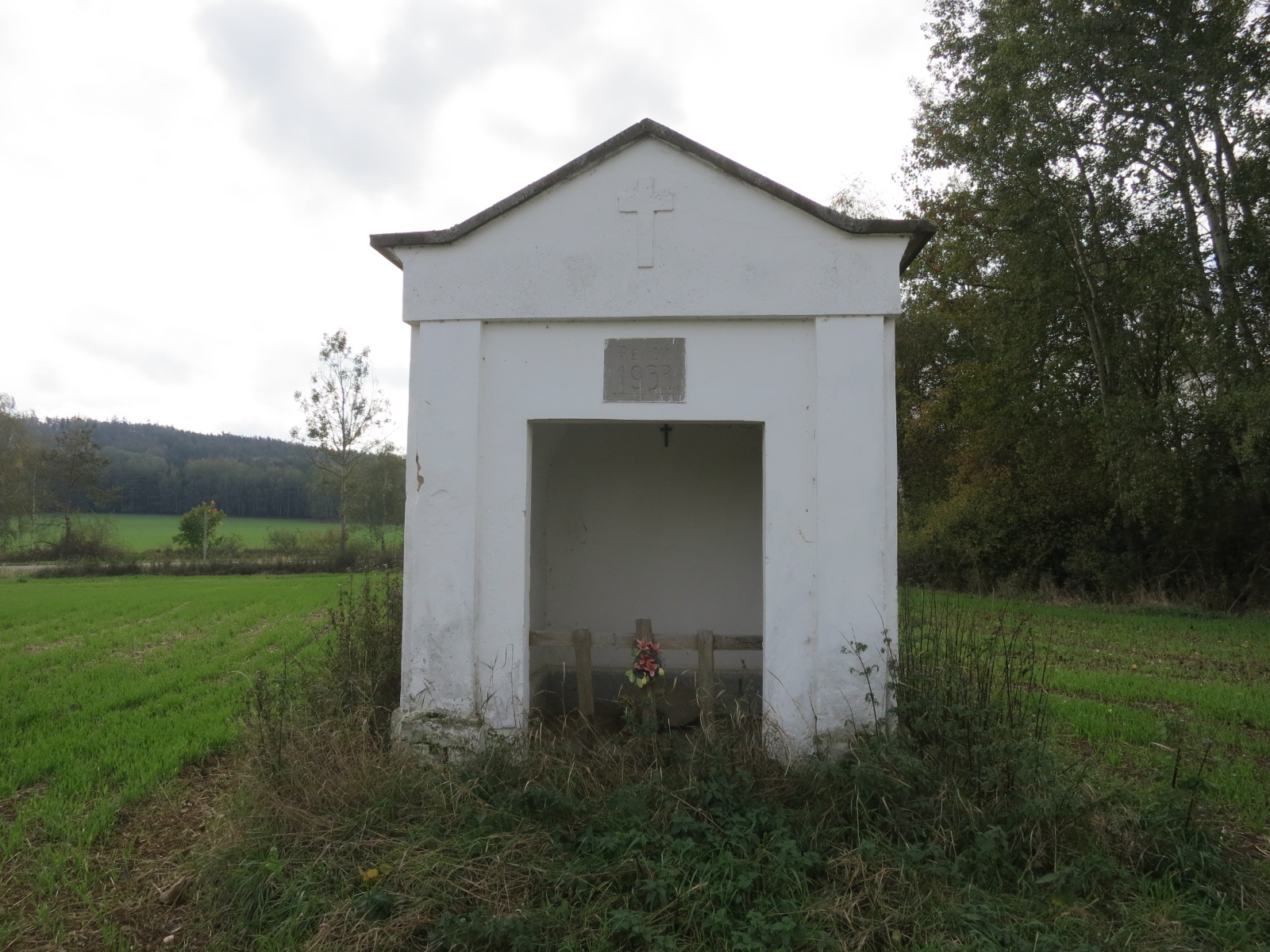
Kaple v polích za obcí